# Dominique Lemoyne
Dominique Lemoyne , mort le 13 avril 2016 à Tonnerre à l'âge de 62 ans, est un copilote de rallyes-raids français.

## Biographie
Ce copilote a obtenu quatre podiums sur le rallye Paris-Dakar entre 1984 et 1989, et a terminé 8 fois dans les 10 premiers du classement général.
Il y a remporté 13 étapes entre 1984 et 1989, et a eu la possibilité d'y côtoyer 5 pilotes différents.
Il a aussi terminé 4e du rallye du Maroc en 1984 avec René Metge sur Mercedes.

## Résultats sur le Paris-Dakar

### Victoires
- Double vainqueur du Paris-Dakar, en 1984 sur Porsche 911, et en 1986 sur Porsche 959 (doublé au général), avec pour pilote René Metge à deux reprises;
- Vainqueurs de trois étapes en 1984: Agadez-Niamey, et étape en deux tronçons Touba-Kissigoudou (244 et 279 km; les deux);
- Vainqueur d'une étape en 1985: Agadez-Dirkou;
- Vainqueurs de trois étapes en 1986: Tamanrasset-Iferouane, Agadez-Dirkou, et Zinder-Niamey;
- Vainqueur de trois étapes en 1987: Niamey-Gao, Nema-Tidjikja, et Nouadhibou-Richard Toll;
- Vainqueur de deux étapes en 1988: Tessalit-Lemgebir, et Tombouctou-Bamako;
- Vainqueurs d'étape à Birkou-Termit en 1989;

### Autres résultats au Paris-Dakar
- 3e en 1988, avec Patrick Tambay sur Range Rover;
- 3e en 1989, avec Patrick Tambay sur Mitsubishi-Sonauto;
- 6e en 1981, avec Patrick Zaniroli sur Range Rover V8;
- 6e en 1992 avec Jacky Ickx sur Citroën ZX Rallye-raid;
- 7e en 1982, avec Patrick Zaniroli sur Range Rover V8;
- 7e en 1990, avec Patrick Tambay, sur Lada;
- 20e en 1987, avec Patrick Tambay sur Range Rover;
- 38e en 1980, avec Jean-Jacques Bordier sur Land Rover;
- Abandon en 1985, avec René Metge sur Porsche 959.